# Schiffchensporige Traubenbasidie
Die Schiffchensporige Traubenbasidie (Botryobasidium botryosum) ist eine Ständerpilzart aus der Familie der Traubenbasidienverwandten (Botryobasidiaceae). Sie bildet weiße, resupinate, spinnwebartige Fruchtkörper aus, die auf den morschen Stämmen abgestorbener Laubbäume und Koniferen wachsen. Die bekannte Verbreitung der Art beschränkt sich auf Europa. Die Fruktifikation erfolgt das ganze Jahr über bei feuchtmilder Witterung. Eine Anamorphe der Art ist nicht bekannt.

## Merkmale

### Makroskopische Merkmale
Die Schiffchensporige Traubenbasidie besitzt dünne, weißliche und gespinstartige Fruchtkörper, die resupinat (also vollständig anliegend) auf ihrem Substrat wachsen.

### Mikroskopische Merkmale
Wie bei allen Traubenbasidien ist die Hyphenstruktur der Schiffchensporigen Traubenbasidie monomitisch, besteht also nur aus generativen Hyphen, die sich rechtwinklig verzweigen. Schnallen sind nicht vorhanden. Die Basalhyphen sind hyalin, schmal (< 15 µm) und langzellig. Die Subhymenialhyphen sind hyalin, kurzzellig, dünnwandig und cyanophil. Die Art verfügt nicht über Zystiden. Die meist viersporigen Basidien der Art wachsen in Nestern und sind subzylindrisch. Die namensgebenden schiffchenförmigen Sporen messen in der Länge 8–12 µm, sie keimen nicht in Konidien.

## Verbreitung
Die Schiffchensporige Traubenbasidie ist holarktisch verbreitet und in gemäßigt-atlantischem Klima zu finden. Die Verbreitung reicht von Spanien über Mitteleuropa bis ins südliche Fennoskandinavien.

## Ökologie
Die Schiffchensporige Traubenbasidie ist ein Saprobiont, der Totholz von Laub- und Nadelbäumen in der Optimal- bis Finalphase der Vermorschung besiedelt. Die Fruchtkörper sind auf Ästen und Stämmchen zu finden, wo sie bei feuchter Witterung das ganze Jahr über erscheinen. Wirte sind unter anderem Eichen (Quercus spp.), Gemeine Fichte (Picea abies), Weiß-Tanne (Abies alba) und Wald-Kiefer (Pinus sylvestris).